# Profvoetballer van het Jaar 1992
Het gala van de Profvoetballer van het Jaar 1992 werd georganiseerd op 24 mei 1992 in Middelkerke. Philippe Albert van KV Mechelen won de Belgische voetbaltrofee voor het eerst.

## Winnaars
Philippe Albert was bij KV Mechelen uitgegroeid tot de beste verdediger in de Belgische competitie. De linksvoetige libero stond bekend om zijn bikkelharde tussenkomsten en aanvallende ingesteldheid. Albert, die al zeker was van een transfer naar RSC Anderlecht, haalde het in de einduitslag van zijn latere ploeggenoot Marc Degryse. De andere genomineerden waren Enzo Scifo, Daniel Amokachi en Alain De Nil. Albert kreeg de trofee uit handen van Liverpool-speler John Barnes. Enkele weken na zijn verkiezing als Profvoetballer van het Jaar speelde Albert met KV Mechelen nog de bekerfinale tegen Antwerp FC. Dat duel werd door Antwerp gewonnen na een spannende strafschoppenreeks (9-8).
Anderlecht-middenvelder Johan Walem werd verkozen tot Jonge Profvoetballer van het Jaar, terwijl Alphonse Constantin de prijs voor Scheidsrechter van het Jaar kreeg.
Hugo Broos werd in 1991 trainer van Club Brugge en loodste blauw-zwart meteen naar de landstitel. De 40-jarige coach werd in augustus 1992 voor die prestatie beloond met de trofee voor Trainer van het Jaar. Hij haalde 48 stemmen meer dan Walter Meeuws, die met Antwerp de beker veroverde. De Kroaat Luka Peruzović van Sporting Charleroi werd derde.
Standard-doelman Gilbert Bodart werd voor de derde keer in zijn carrière verkozen tot Keeper van het Jaar. Hij doorbrak zo de hegemonie van Michel Preud'homme, die de vorige vier edities telkens met de prijs aan de haal was gegaan. Preud'homme werd ditmaal tweede in de uitslag. De derde plaats ging naar Dany Verlinden, die met Club Brugge voor de tweede keer kampioen werd.

## Uitslag

### Profvoetballer van het Jaar
| Nr.           | Land             | Winnaar         | Club           |
| ------------- | ---------------- | --------------- | -------------- |
| Winnaar       |                  |                 |                |
| 1.            | Vlag van België  | Philippe Albert | KV Mechelen    |
| Genomineerden |                  |                 |                |
|               | Vlag van België  | Marc Degryse    | RSC Anderlecht |
|               | Vlag van België  | Enzo Scifo      | Torino         |
|               | Vlag van Nigeria | Daniel Amokachi | Club Brugge    |
|               | Vlag van België  | Alain De Nil    | Cercle Brugge  |

### Keeper van het Jaar
| Nr. | Land            | Winnaar              | Club            | Ptn. |
| --- | --------------- | -------------------- | --------------- | ---- |
| 1.  | Vlag van België | Gilbert Bodart       | Standard Luik   | 37   |
| 2.  | Vlag van België | Michel Preud'homme   | KV Mechelen     | 33   |
| 3.  | Vlag van België | Dany Verlinden       | Club Brugge     | 20   |
| 4.  | Vlag van België | Filip De Wilde       | RSC Anderlecht  | 18   |
| 5.  | Vlag van België | Philippe Vande Walle | Germinal Ekeren |      |
| 6.  | Vlag van België | Peter Maes           | RSC Anderlecht  | 1    |
|     | Vlag van België | Geert De Vlieger     | KSK Beveren     | 1    |

### Trainer van het Jaar
| Nr. | Land               | Winnaar           | Club               | Ptn. |
| --- | ------------------ | ----------------- | ------------------ | ---- |
| 1.  | Vlag van België    | Hugo Broos        | Club Brugge        | 58   |
| 2.  | Vlag van België    | Walter Meeuws     | Antwerp FC         | 10   |
| 3.  | Vlag van Kroatië   | Luka Peruzović    | Sporting Charleroi | 4    |
| 4.  | Vlag van Nederland | Henk Houwaert     | Cercle Brugge      | 3    |
| 5.  | Vlag van België    | Herman Helleputte | Lierse SK          | 2    |
|     | Vlag van België    | Georges Leekens   | KV Mechelen        | 2    |
| 7.  | Vlag van Nederland | Arie Haan         | Standard Luik      | 1    |
|     | Vlag van Nederland | Aad de Mos        | RSC Anderlecht     | 1    |

### Jonge Profvoetballer van het Jaar
| Nr. | Land            | Winnaar     | Club           |
| --- | --------------- | ----------- | -------------- |
| 1.  | Vlag van België | Johan Walem | RSC Anderlecht |

### Scheidsrechter van het Jaar
| Nr. | Land            | Winnaar             |
| --- | --------------- | ------------------- |
| 1.  | Vlag van België | Alphonse Constantin |

### Fair-Playprijs
| Nr. | Land            | Winnaar      | Club          |
| --- | --------------- | ------------ | ------------- |
| 1.  | Vlag van België | Alain De Nil | Cercle Brugge |